# Romano de Rochester
Romano (em latim: Romanus; † antes de 627) foi o segundo bispo de Rochester e, presumivelmente, um membro da missão gregoriana enviada a Kent pelo papa Gregório I para cristianização dos anglo-saxões e livrá-los do paganismo anglo-saxônico. Romano foi consagrado bispo por volta de 624 e morreu antes de 627, afogado. Pouco mais se sabe dele além disso.

## Vida e obras
Romano presumivelmente veio para a Inglaterra junto com Agostinho de Cantuária em sua missão, chegando em 601 no segundo grupo. Ele foi consagrado bispo por seu predecessor, Justo, em 624, quando este se tornou o arcebispo de Cantuária. Ele foi o segundo bispo da cidade de Rochester.
Contudo, Romano morreu em seguida, antes de 627, provavelmente já em 625. Ele se afogou no Mediterrâneo na costa da Itália numa missão à Roma enviada por Justo. Supõe-se que ela teria ocorrido antes da morte de Justo, em 627. Ele certamente já havia falecido em 633, quando Paulino de Iorque se tornou o bispo de Rochester depois de fugir da Nortúmbria.
Nada mais se sabe da vida de Romano além destes poucos fatos. O cronista medieval Beda é a principal fonte de informação e Romano foi mencionado por duas vezes na História Eclesiástica do Povo Inglês do venerável monge; na primeira vez tratando de sua consagração episcopal, Justo "consagrou Romano como bispo de Rochester em seu lugar". A segunda menção trata da morte de Romano após Paulino ter deixado a Nortúmbria. Beda diz que "[n]aquele tempo, a igreja de Rochester estava muito necessitada de um pastor, desde que Romano, seu bispo que havia sido enviado pelo arcebispo Justo ao papa Honório I como seu representante, se afogara na costa da Itália". Romano aparece ainda em duas diferentes versões da "Crônica Anglo-Saxônica" (o Manuscrito Winchester e o Manuscrito Peterborough), mas as referências provavelmente não são contemporâneas e provavelmente se valeram do relato de Beda.